# Videokamera

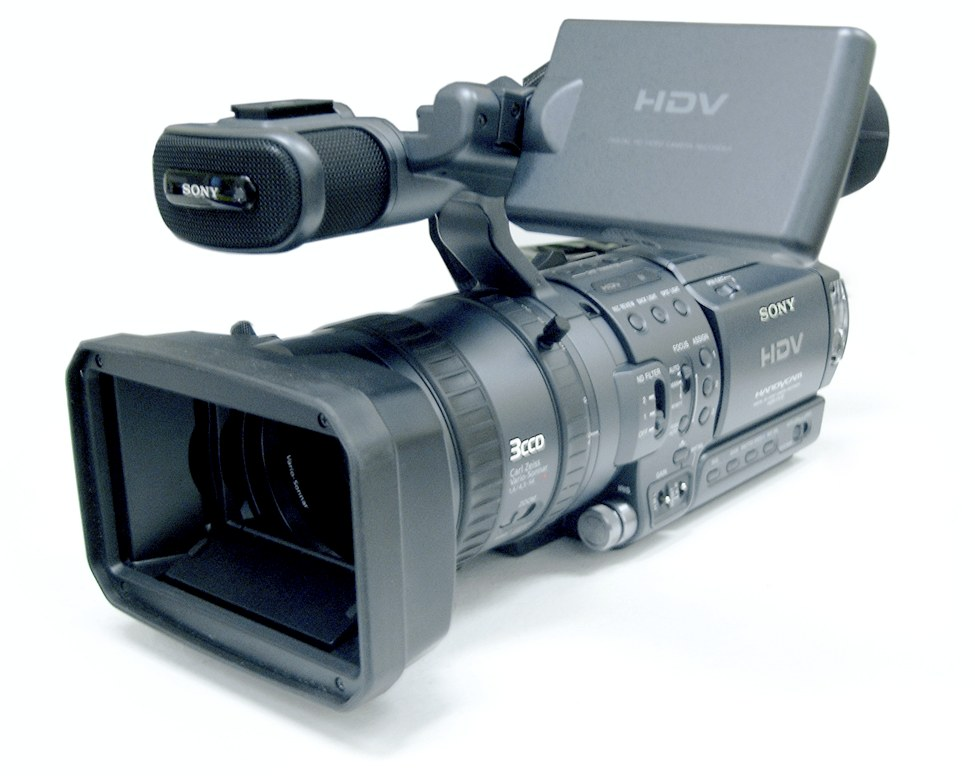
En avancerad videokamera.

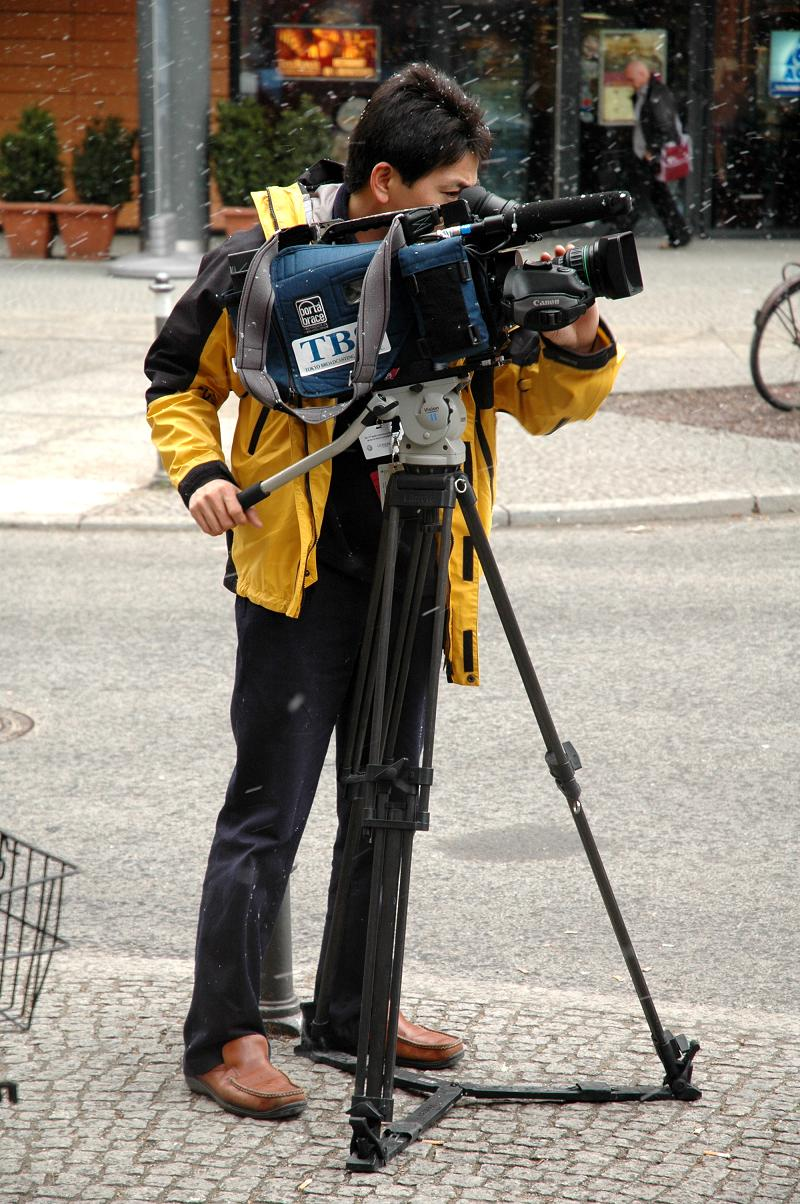
Videofilmare.

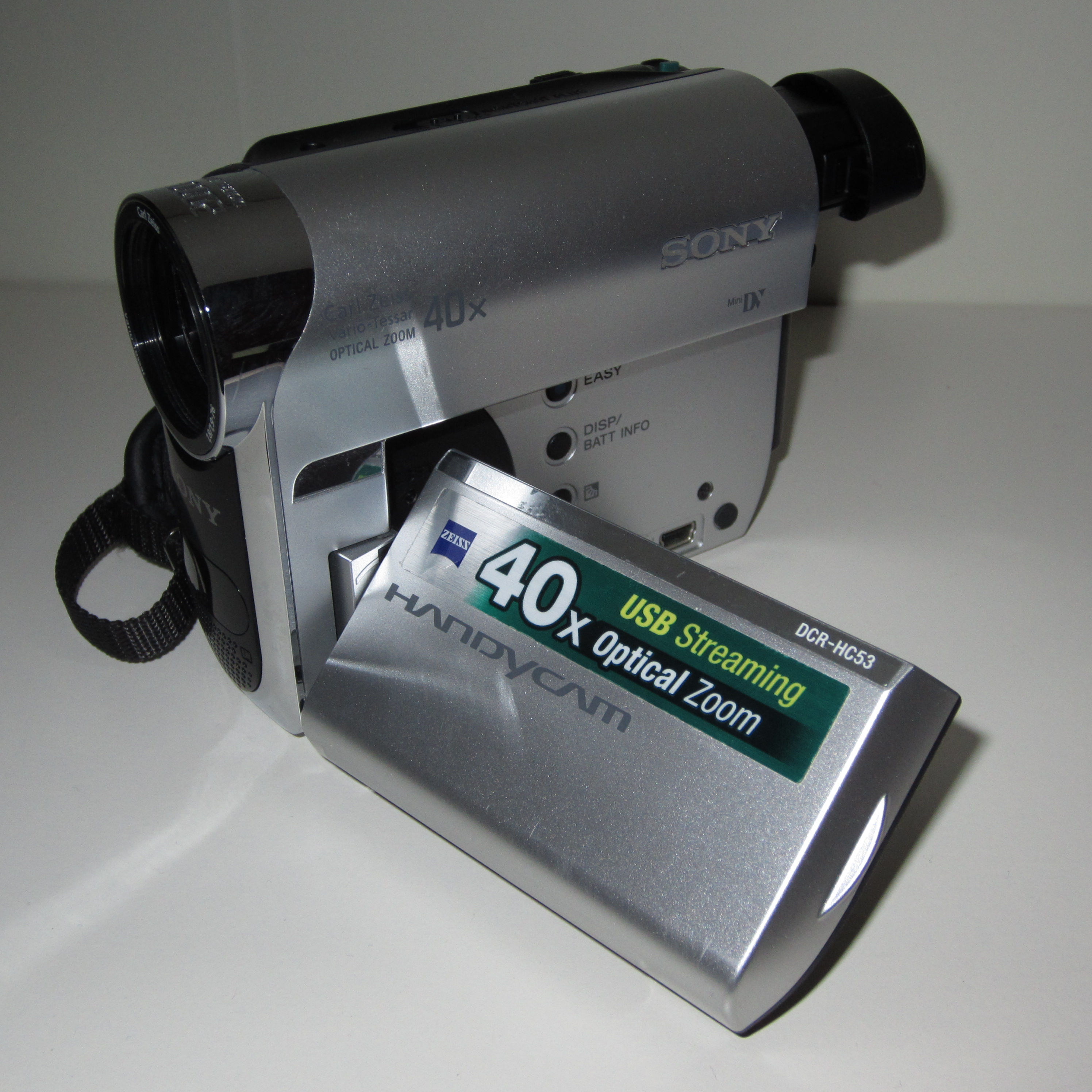
Enklare DV-kamera för hemmabruk.

Videokamera kallas en kamera som spelar in videofilm.
Kameran har ett objektiv som projicerar en bild på en sensor, som skapar en videosignal. Signalen kan förmedlas direkt som en TV-signal eller lagras i kameran på magnetband, skivminne (hårddisk), DVD-skiva eller minneskort. De flesta kameror tar även upp ljud, med inbyggda eller anslutna mikrofoner, som förmedlas eller sparas tillsammans med bilden. Kameran kan ha en bildskärm som direkt visar vad som spelas in, alternativt en optisk sökare.
Videosignalen från sensorn består av ett antal bilder i sekunden, som vardera består av horisontella linjer och bildpunkter (pixel). I äldre, analoga TV-system angavs alltid bildens höjd som antalet linjer, exempelvis 525 (NTSC) eller 625 (PAL). För digital video anges vanligen bildens bredd som antalet bildpunkter längs en horisontell linje: 320, 640, 720, 1280 och 1920 är några vanliga mått. Man kan också, som i digitala stillbildskameror, multiplicera bredden med antalet linjer och få bildens storlek i megapixel.
De äldsta TV-kamerorna (cirka 1920–1940) saknade lagringsmöjlighet och sensorn bestod av en enda ljuskänslig fotocell. Bilden projicerades på en roterande skiva försedd med hål i ett spiralformat mönster (Nipkowskiva). Kompakta videokameror som innehåller en bandspelare (cirka 1985–2005) brukar på engelska kallas camcorder (camera + recorder). Moderna digitala videokameror använder samma typ av arraysensorer (med en fotocell för varje bildpunkt) som digitala stillbildskameror, och skillnaden mellan de båda slagen håller på att försvinna. Digitala systemkameror, kompaktkameror och mobiltelefoner klarar att spela in video, direkt på ett minneskort. På konsumentmarknaden finns även sportkameror som monteras på hjälmar eller cykelstyren.
Kameror med bildstabilisering har funktioner som kompenserar för skakningar. Det är speciellt betydelsefullt vid högre zoomfaktor. Stabiliseringen kan göras optiskt eller digitalt. Vid optisk stabilisering används ett prisma. Vid digital stabilisering används de yttersta pixlarna i varje scanning som en buffert. Den optiska bildstabiliseringen ger högre kvalitet, men är dyrare än den digitala. 

## Kameratyper och format
Det finns minst åtta olika typer av videoformat:
- VHS-kameran har normalstora bandkassetter som kan spelas upp direkt i en videobandspelare. VHS-kameror blir därmed relativt stora och tunga.
- VHS-C (Compact) använder mindre bandkassetter som klarar 45–90 minuters film. Kameran kan därmed göras betydligt mindre. Denna typ har normalt LCD-skärm, zoom-objektiv och olika specialeffekter. För att dessa mindre kassetter ska kunna läsas i en vanlig videobandspelare placeras de i en adapter som i sin tur placeras i spelaren.
- S-VHS (Super) ger högre upplösning. Kamerans kassett fungerar dock inte i vanliga videospelare utan kräver en SVHS-spelare.
- Video8- kameran har band med bredden 8 mm vilket ger 2–4 timmar inspelning. Systemet introducerades 1985 och finns ej längre kvar på marknaden.
- MiniDV-kameran har bättre bild än kamerorna ovan. Ljudet har CD-kvalitet. Filmen kan överföras till dator via t.ex. Firewire. Kameran använder mycket små kassetter, vilket gör att denna typ av kameror kan göras mycket små.
- DV-kameran har samma kvalitet som MiniDV-kamera men använder dubbelt så stora kassetter. Kamerorna blir därför större.
- MicroMW är ett nytt digitalt format med något mindre band än DV. Kameran har också ett elektroniskt minne som kan lagra information om och inställningar för den inspelade filmen.
- DVD-kameran spelar in filmen direkt på en DVD-skiva som kan spelas upp direkt i en DVD-spelare. Kameran kan också kopplas direkt till TVn. Flertalet kameror kan spela in såväl på DVD-R som DVD-RW-skivor. DVD-R-skivor måste avslutas innan den kan spelas upp. DVD-RW-skivor kan återanvändas 1 000-tals gånger.
- Hårddisk-kameran spelar in film i form av digitala filer direkt på en hårddisk. Filmfilerna kan sedan överföras till en dator. Kameror som spelar in film på minneskort använder sig av samma typ av teknik då filminspelningarna lagras som digitala filer.